# 查爾卡納區
查爾卡納區（西班牙語：Distrito de Charcana），是秘魯的一個區，位於該國南部阿雷基帕大區的拉烏尼翁省，始建於1825年6月22日，面積165.27平方公里，海拔高度3,417米，2005年人口691，人口密度每平方公里4.2人。